# Olchówka (rejon łucki)
Olchówka (ukr. Вільхівка) – wieś w rejonie łuckim obwodu wołyńskiego, założona w 1500 r. W II Rzeczypospolitej miejscowość była siedzibą gminy wiejskiej Skobełka w powiecie horochowskim województwa wołyńskiego. Wieś liczy 711 mieszkańców.
Do 2020 w rejonie horochowskim. 